# Chris Hansen
Christopher Edward "Chris" Hansen (n. 13 de septiembre de 1959, Chicago, Illinois) es una personalidad de televisión  y de Youtube de Nacionalidad estadounidense. Es famoso por To Catch a Predator. 
- Datos: Q562448
- Multimedia: Chris Hansen / Q562448